# 黄伟芬
黄伟芬（1964年—），女，江西人，中国航天科学家和载人航天工程专家，现任中国载人航天工程航天员系统总设计师，中国航天员科研训练中心研究员。